# Kolonialer Blick
Als kolonialen Blick (auch: kolonialistischen Blick; im engl. Sprachraum imperial gaze oder colonial gaze) bezeichnet man eine hegemoniale Darstellungsweise, die auf kolonialen Kennzeichnungen beruht und die Konstruktion von Selbst- und Fremdwahrnehmungen impliziert. Der Begriff ist im Kontext der (Post)colonial Studies, der Visuellen Kultur und der Kritischen Weißseinsforschung zu verorten.

## Definition
Geprägt von gesellschaftlichen und historischen Zusammenhängen, liegen der Repräsentation des ethnischen Anderen aus kolonialen Kontexten stammende Gewohnheiten und Gedanken zugrunde. Der Begriff des kolonialen Blicks umfasst Sichtweisen, Darstellungen und Textpraktiken des Kolonisators, durch die der Kolonisierte imaginativ als der kulturell Andere konstruiert wird. Der koloniale Blick spiegelt sich in einer Vielfalt von Textformen wider, in denen der Westen Wissen über nicht-westliche Kulturen, insbesondere solche unter kolonialer Kontrolle, produziert.
Ein Beispiel, in dem sich der koloniale Blick findet, sind Kolonialfotografien. Der britische Literatur- und Kulturwissenschaftler Antony Easthope beschrieb „die ebenso tief verwurzelten, wie verborgenen Annahmen, die solchen Bildern als visuellem Text zugrunde liegen: daß der weiße Herr (bzw. die Herrin) ein Individuum ist und als solches beobachtend dasitzt, während die fremde Menschenmasse sich als kollektives Spektakel, als Objekt diesem Subjekt präsentiert. Repräsentationen dieser Art sind ihrem Wesen nach und unreflektiert rassistisch, denn sie gehorchen dem kolonialistischen Blick.“ Der koloniale Blick spielt ferner eine wichtige Rolle bei der Definition der Geschlechterbeziehungen, etwa indem er die kolonisierten Frauen als Lustobjekte ausweist. Rassistische Denkgewohnheiten werden durch den kolonialen Blick erzeugt und vermittelt. Frantz Fanon verweist in diesem Zusammenhang auf das Trauma, als Objekt des weißen Blicks identifiziert zu werden.
In der Konstruktion von Selbst- und Fremdwahrnehmung sind auch Prozesse des Othering und Stereotypisierungen verwoben. Kolonialfotografien sind sowohl Produkt als auch Repräsentation sozialer Blickgewohnheiten und stellen einen Bestandteil der Reproduktion sozialhistorischer Machtasymmetrien dar. Neben Kolonialfotografien trugen auch Medien der Kolonialzeit, wie insbesondere die damalige Literatur (mit Autoren wie etwa Karl May) sowie die Postkartenindustrie, zur Verbreitung des kolonialen Blicks bei.

## Englischer Sprachraum
Die im Englischen am häufigsten synonym verwendeten Begriffe sind der imperial gaze und der colonial gaze, wobei die genauen Definitionen je nach Kontext leicht variieren können.

### Imperial gaze

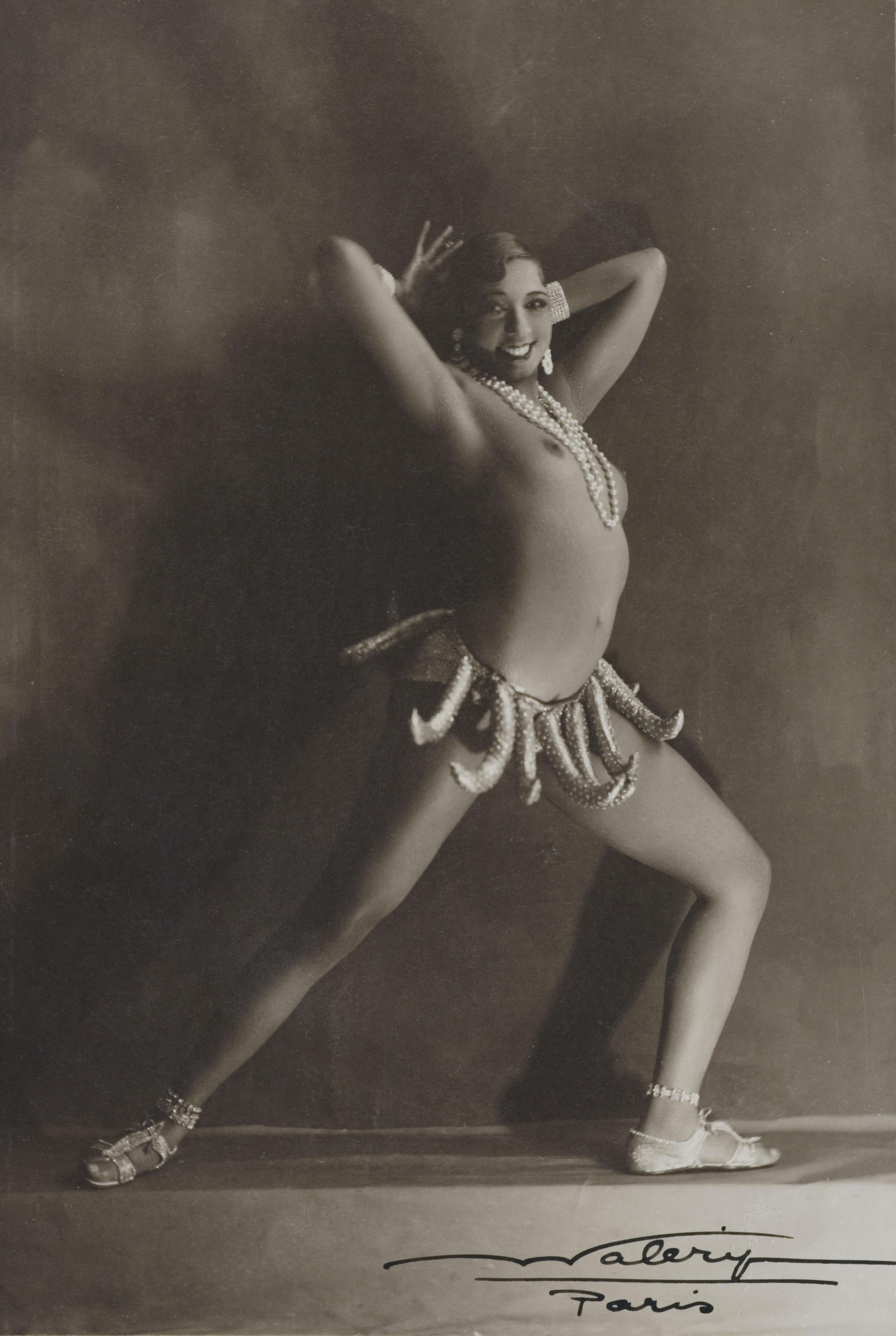
Stereotypisierung von Josephine Baker

E. Ann Kaplan führte das postkoloniale Konzept des imperial gaze ein, demzufolge privilegierte Beobachtende eigene Wertvorstellungen heranziehen, um die von ihnen Beobachteten zu definieren. Sie beschreibt dieses Konzept als „eine Blickstruktur, die nicht versteht, dass, wie Edward Said es ausdrückt, nicht-amerikanische Völker integrale Kulturen und Leben haben, die nach ihrer eigenen, wenn auch anderen Logik funktionieren.“ Angelehnt an Laura Mulveys Konzept des male gaze, verortet Kaplan den objektivierenden imperial gaze insbesondere in Hollywooddarstellungen, die unbewusst koloniale Vorstellungen reflektieren oder verkörpern. Kaplan schrieb dazu: „Der imperiale Blick spiegelt die Annahme wider, dass das weiße westliche Subjekt zentral ist, so wie der männliche Blick die Zentralität des männlichen Subjekts annimmt.“

### Colonial gaze
Den colonial gaze definiert das Online-Wörterbuch des IGI Global als:
1. Die Art und Weise, wie die koloniale Agenda versucht, die Macht zu erhalten und zu legitimieren, indem sie die kolonialen Realitäten bestimmt, einschließlich der Entmenschlichung der kolonialen Subjekte und der fortwährenden Trennung von Uns (Kolonisatoren, zivilisiert) und den Anderen (Kolonisierte, Wilde).
2. Die Art und Weise, wie der Westen, durch eine entmenschlichende Darstellung von nicht-westlichen Ländern und Menschen, natürliche und menschliche Ressourcen kontrolliert und ausbeutet, indem er eine imaginäre Trennung zwischen den Kolonisatoren/Zivilisierten und den Anderen, kolonisierten/wilden Menschen schafft und aufrechterhält.[3]